# Drepanium recurvatum
Drepanium recurvatum là một loài Rêu trong họ Hypnaceae. Loài này được (Lindb. & Arnell) G. Roth mô tả khoa học đầu tiên năm 1904.